# فشار خون پایین
فشارخون پایین یا هایپوتانسیون (به انگلیسی: Hypotension) یا کم فشاری خون یا افت فشارخون به معنی کم بودن فشارخون در رگها است. بدین معنا که خون به دیواره رگها فشار کمتری را وارد می‌کند و هرچه این فشار کمتر باشد، فشار خون فرد پایین‌تر است.

## تعریف
اصطلاح فشار خون پایین معمولاً به فشار خون سیستولیک کمتر از ۹۰ میلیمتر جیوه و فشار دیاستولیک کمتر از ۶۰ میلیمتر گفته می‌شود البته به‌شرط آنکه فرد علائم یا مشکلاتی نظیر ضعف و گیجی داشته باشد. زمانی که فشارخون به حدی پایین باشد که سبب ایجاد نقصان در رسیدن اکسیژن و مواد مغذی به ارگان‌های مختلف مثل مغز، قلب، کلیه و... شود اندام‌ها نمی‌توانند عملکرد طبیعی خود را انجام داده و به تدریج صدمه می‌بینند. برخی افراد ممکن است با وجود فشار خون ۹۰/۵۰ هیچ گونه علامتی از فشارخون پایین نداشته باشند و بنابراین فشارشان پایین محسوب نمی‌شود. برخی از افراد نیز که عموماً فشارخون بالاتری دارند ممکن است وقتی فشارشان به ۱۰۰/۶۰ برسد علائم افت فشار خون را نشان دهند.
افرادی که فشارخون پایین‌تری دارند خطر کمتری آن‌ها را برای ابتلا به بیماری کلیوی، سکته، بیماری قلبی تهدید می‌کند. ورزشکاران، افرادی که وزن مناسبی دارند و افرادی که سیگار نمی‌کشند اکثراً فشارخون کمتری دارند. فشارخون پایین تا زمانی که ایجاد علائم نکند و به اندام‌های بدن آسیب نرساند بی‌خطر است.

### نشانه‌های افت فشارخون
- احساس گیجی

- تنفس تند

- تشنگی

- افزایش ضربان قلب

- درد قفسهٔ سینه

### علل فشار خون پایین
- از دست دادن خون

- عفونت خونی

- داشتن خونریزی

- کم آبی بدن و تشنگی

- تغذیه نادرست و خوردن بیش از حد ترشیجات یا مرکباتی نظیر گریپ فروت

- شوک‌های روانی

- برخی بیماری‌های قلبی

### درمان فشار خون پایین
تغذیهٔ صحیح: رژیم غذایی فرد باید دارای غلات، سبزیجات، میوه‌ها، ماهی و مرغ کم چرب باشد.

آب بیشتری بنوشد.

ورزش کردن.

پرهیز از خوردن بیش از حد ترشی‌جات چون باعث کاهش فشار خون می‌شود.